# Małognieuszewo
Małognieuszewo (ros. Малогнеушево) – wieś (ros. деревня, trb. dieriewnia) w zachodniej Rosji, centrum administracyjne sielsowietu małognieuszewskiego w rejonie rylskim obwodu kurskiego.

## Geografia
Miejscowość położona jest nad rzeką Sejm, 4,5 km od centrum administracyjnego rejonu (Rylsk), 104 km od Kurska.
W granicach miejscowości znajdują się ulice: Centralnaja, Lesnaja, Nabierieżnaja, Sadowaja, Sowieckaja, Szkolnaja, Żyrinowskogo.

## Demografia
W 2010 r. miejscowość zamieszkiwały 544 osoby.